# Wladimir Nikolajewitsch Markelow
Wladimir Nikolajewitsch Markelow (russisch Владимир Николаевич Маркелов; * 24. Oktober 1957 in Tscheljabinsk, Sowjetunion; † 30. Oktober 2023) war ein russischer Kunstturner.

## Karriere
Markelow nahm 1976 an den Olympischen Spielen in Montreal teil und gewann mit der sowjetischen Mannschaft die Silbermedaille im Mannschaftsmehrkampf. Im Einzelmehrkampf belegte er Rang 34. Bei der Universiade 1977 gewann er Gold im Sprung und im Mannschaftsmehrkampf sowie Silber im Einzelmehrkampf, am Reck und an den Ringen. Im selben Jahr wurde er bei den Europameisterschaften in Vilnius Europameister im Einzelmehrkampf und an den Ringen. Zudem sicherte er sich Silber am Boden und am Reck sowie Bronze am Pauschenpferd und im Sprung.
1979 erreichte er mit der sowjetischen Mannschaft den zweiten Platz im Mannschaftsmehrkampf bei den Weltmeisterschaften. Bei den Olympischen Spielen 1980 in Moskau wurde Markelow mit dem Team Olympiasieger. Im Einzelmehrkampf belegte er in der Qualifikation Rang neun, verpasste jedoch das Finale, da fünf sowjetische Turner vor ihm lagen und nur drei pro Nation zugelassen waren.
Zwischen 1976 und 1980 gewann Markelow insgesamt sieben sowjetische Meistertitel: zweimal im Einzelmehrkampf, einmal am Pauschenpferd, dreimal an den Ringen und einmal am Barren. Darüber hinaus errang er fünf Silber- und vier Bronzemedaillen bei nationalen Meisterschaften.
Nach den Olympischen Spielen 1980 beendete Markelow seine aktive Laufbahn und war anschließend als Kampfrichter tätig. 1985 schloss er sein Studium am Pädagogischen Institut der Oblast Moskau ab. 1992 wurde ihm der Titel Verdienter Meister des Sports der UdSSR verliehen.